# Megler
Megler az Amerikai Egyesült Államok északnyugati részén, Washington állam Pacific megyéjében elhelyezkedő önkormányzat nélküli település.
A település névadója Joseph George Megler politikus és konzervgyár-tulajdonos. 1921-tól 1966-ig Megler és az Oregon állambeli Astoria között komp közlekedett.

## Fordítás
- Ez a szócikk részben vagy egészben  a   Megler, Washington című angol Wikipédia-szócikk ezen változatának fordításán alapul.  Az eredeti cikk szerkesztőit annak laptörténete sorolja fel. Ez a jelzés csupán a megfogalmazás eredetét és a szerzői jogokat jelzi, nem szolgál a cikkben szereplő információk forrásmegjelöléseként.